# Ryo Fukui

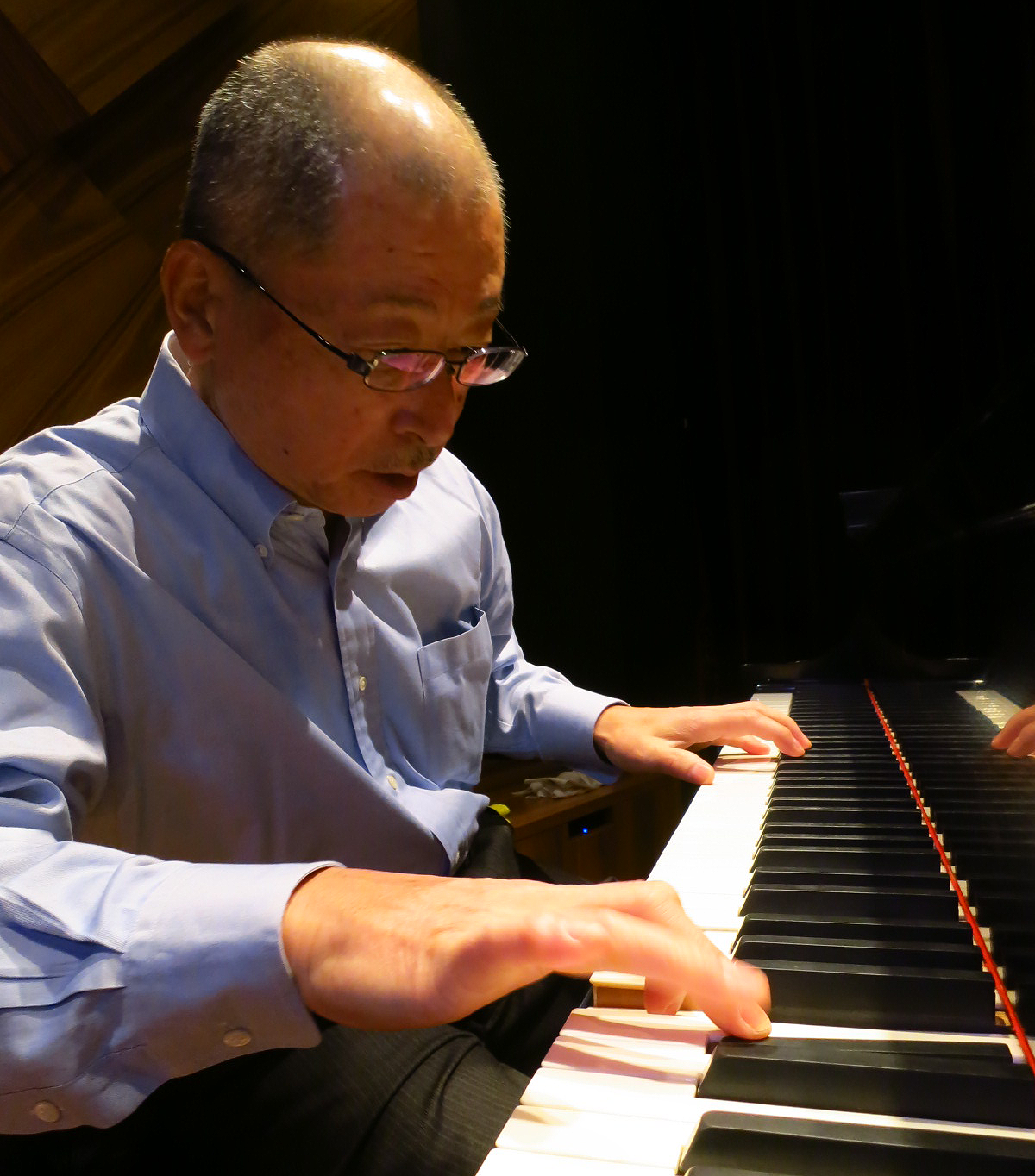
Ryo Fukui

Ryo Fukui (jap. 福居良 Fukui Ryō; * 1. Juni 1948 in Biratori, Hokkaido; † 15. März 2016 in Sapporo) war ein japanischer Jazz-Pianist. Er spielte regelmäßig im Jazzclub "Slowboat" in Sapporo, welcher ihm und seiner Frau Yasuko gehörte. Fukui war bis zu seinem Tod 2016 weltweit als Lehrer sowie Pianist unterwegs. Seine Werke erhielten erneut große Aufmerksamkeit ab Mai 2016 durch ihre Verfügbarkeit für YouTube-Streams und der Aufstieg des Lo-Fi Genres.
Fukui begann mit Akkordeon und lernte mit 22 Jahren Klavierspiel. Er brachte sich das Jazzpiano-Spiel selbst Anfang der 1970er Jahre bei und fand in Japan Aufmerksamkeit mit seinem Debütalbum Scenery (Trio Records) von 1976, in der er untypisch für die Zeit an Strömungen des Modern Jazz der 1950er und 1960er Jahre anknüpfte (insbesondere Modaler Jazz, Bop). 1982 zog er nach Tokio, wo er ein Trio hatte, trat in Jazzclubs in Nagoya auf,  kehrte aber 1986 nach Hokkaido zurück und wohnte in Sapporo, wo er einen eigenen Jazzclub hatte.
1977 folgte sein zweites Album (Mellow Dream) und 1995 sein drittes Album (My Favorite Tune). Wie die anderen Alben wurde es erst später wiederentdeckt (wobei die Verbreitung durch Fans über YouTube ab etwa 2017 eine nicht unbedeutende Rolle spielte). 1999 folgte noch eine Trio-Aufnahme (Ryo Fukui in New York, Sapporo Jazz Create, mit  Lisle Atkinson am Bass, Leroy Williams am Schlagzeug) und 2015 eine Live-Aufnahme (A Letter from Slowboat) aus dem Jazzclub Slowboat in Sapporo, den Fukui mit seiner Frau Yasuko seit 1995 betrieb. In New York hatte er Kontakte zu Barry Harris, den er als Mentor betrachtete.

## Auszeichnungen
- 2012 Sapporo Culture Encouragement Prize[2]

## Diskographie

### Studioalben
- 1976: Scenery
- 1977: Mellow Dream
- 1994: My Favorite Tune
- 1999: Ryo Fukui in New York
- 2015: A Letter From Slowboat

### Bootleg Album
- 1976: Live at Nika